# Александр Афродизійський
Александр Афродизійський (з Карії) (між 198 та 211 рр.) — грецький філософ, автор натуралістичних коментарів до праць Арістотеля, керівник перипатетичної школи в Афінах. 

## Життєпис
Жив за римських імператорів Септимія Севера та Каракали. Був дуже вправним коментатором Арістотеля, за що отримав ім'я «ἐξηγητής» (грец. «екзегет» — буквально «тлумач»). Заснував школу, учні якої називалися александрійцями, пізніше — александритами. З його коментарів Арістотеля найкращі його коментарі до «Метафізики», що були відомі довгий час лише у латинському перекладі Сепульведи (Рим, 1527; Венеція, 1554, 1561). В оригіналі вони вперше вийшли у вид. Боніца (Берлін, 1847). Багато його творів існує лише в арабському перекладі. Його перу належить дотепне обговорення питань метафізики, направлене проти стоїків.